# Drell-Yan过程

德雷尔–颜过程: 强子中的一个夸克与另一强子中的一个反夸克湮灭，通过交换虚光子产生一对轻子。

德雷尔-颜过程（英語：Drell-Yan process）产生于高能强子散射。当一个强子中的夸克与另一个强子中的反夸克湮灭，产生一个虚光子或者Z玻色子，之后衰变到一对带有相反电荷的轻子。这个过程最早在1970年由西德尼·德雷尔和颜东茂提出用来描述高能强子碰撞中的轻子-反轻子对反应。实验上，最早由J.H. Christenson等在交变梯度同步加速器实验中的质子-铀碰撞中观测到。

## 综述
在固定靶实验和碰撞实验中都有对德雷尔-颜过程的研究。它为描述高能核子中的组分部分子的动量分布parton distribution functions(PDFs)提供了有价值的信息。此分布是计算强子碰撞中所有基本过程的基础。尽管这个分布可以从理论推导，但是目前对于强相互作用的一些简化使得推导难以实现。因此需要通过实验数据来得到。

## 对质子中轻夸克味不对称的敏感
使用德雷尔-颜散射可以探测质子中的味不对称。质子中的夸克海被认为产生于不区分上下夸克的量子色动力学(QCD)过程。对于强相互作用耦合常数的首项αs，质子束作用在氘靶上的Drell-Yan散射截面和质子束作用于质子靶上的Drell-Yan散射截面的比值为：
{\displaystyle {\frac {\sigma ^{pd}}{2\sigma ^{pp}}}={\frac {1}{2}}\left[1+{\frac {{\bar {d}}(x)}{{\bar {u}}(x)}}\right]}

## Z玻色子产物
德雷尔-颜过程中产生的Z玻色子给研究Z玻色子到夸克的耦合提供了契机。主要的可观测量是两个轻子在  质心系中角分布的向前-向后不对称性。
如果重的中性规范玻色子存在，它们可能在轻子对的不变质量谱中产生一个峰。